# Spider-Verse (Animationsfilmreihe)
Bei der Spider-Verse-Filmreihe handelt es sich um eine dreiteilig geplante Action-Abenteuer-Animations-Superhelden-Filmreihe, die im Jahr 2018 mit Spider-Man: A New Universe begonnen hat und 2023 mit Spider-Man: Across the Spider-Verse fortgesetzt wurde. Der dritte Film der Reihe unter dem Namen Spider-Man: Beyond the Spider-Verse und soll am 3. Juni 2027 in den Kinos erscheinen.

## Filme
| Veröffentlichung (Deutschland) | Film                                | Regie                                                | Drehbuch                                      | Geschichte                                    |
| ------------------------------ | ----------------------------------- | ---------------------------------------------------- | --------------------------------------------- | --------------------------------------------- |
| 13. Dezember 2018              | Spider-Man: A New Universe          | Bob Persichetti, Peter Ramsey & Rodney Rothman       | Phil Lord & Rodney Rothman                    | Phil Lord                                     |
| 1. Juni 2023                   | Spider-Man: Across the Spider-Verse | Joaquim Dos Santos, Kemp Powers & Justin K. Thompson | Phil Lord, Christopher Miller & Dave Callaham | Phil Lord, Christopher Miller & Dave Callaham |
| 3. Juni 2027                   | Spider-Man: Beyond the Spider-Verse | Bob Persichetti & Justin K. Thompson                 | Phil Lord, Christopher Miller & Dave Callaham | Phil Lord, Christopher Miller & Dave Callaham |

## Kurzfilme
Mit der Veröffentlichung von Spider-Man: A New Universe im Handel erschien 2019 der Kurzfilm Erwischt (Originaltitel: Caught in a Ham) zu Peter Porker / Spider-Ham als Bonusmaterial mit. Im vier-minütigen Kurzfilm wird gezeigt, was Spider-Ham kurz vor seiner Reise durchs Portal unternahm.

2023 wurde der Kurzfilm The Spider Within: A Spider-Verse Story auf dem Festival d’Animation Annecy gezeigt. Im März 2024 wurde er auch auf YouTube veröffentlicht. Regie führte Jarelle Dampier nach einem Drehbuch von Khaila Amazan,  Shameik Moore und Brian Tyree Henry sprachen ihre üblichen Rollen.

## Wiederkehrende Charaktere
| Rolle                                   | englische Stimme           | englische Stimme                    | englische Stimme                    | deutsche Stimme |
| Rolle                                   | Spider-Man: A New Universe | Spider-Man: Across the Spider-Verse | Spider-Man: Beyond the Spider-Verse | deutsche Stimme |
| --------------------------------------- | -------------------------- | ----------------------------------- | ----------------------------------- | --------------- |
| Miles Morales / Spider-Man              | Shameik Moore              | Shameik Moore                       | Shameik Moore                       | Marco Eßer      |
| Jefferson Davis                         | Brian Tyree Henry          | Brian Tyree Henry                   | Brian Tyree Henry                   | Bernd Egger     |
| Rio Morales                             | Lauren Vélez               | Lauren Vélez                        | Lauren Vélez                        | Carolina Vera   |
| Gwen Stacy / Spider-Gwen / Spider-Woman | Hailee Steinfeld           | Hailee Steinfeld                    | Hailee Steinfeld                    | Leonie Dubuc    |
| Peter B. Parker / Spider-Man            | Jake Johnson               | Jake Johnson                        | Jake Johnson                        | Jaron Löwenberg |
| Miguel O’Hara / Spider-Man 2099         | Oscar Isaac                | Oscar Isaac                         | Oscar Isaac                         | Björn Schalla   |
| Aaron Davis / Prowler                   | Mahershala Ali             | Mahershala Ali                      | Mahershala Ali                      | Matti Klemm     |
| Peni Parker / SP//dr                    | Kimiko Glenn               | Kimiko Glenn                        | Kimiko Glenn                        | Rubina Nath     |
| Peter Porker / Spider-Ham               | John Mulaney               | Stumm                               | John Mulaney                        | Daniel Zillmann |
| Margo Kess / Spider-Byte                |                            | Amandla Stenberg                    | Amandla Stenberg                    | Nina Niknafs    |
| Dr. Johnathan Ohnn / Spot               |                            | Jason Schwartzman                   | Jason Schwartzman                   | Norman Matt     |
| Miles G. Morales / Prowler              |                            | Jharrel Jerome                      | Jharrel Jerome                      | N/A             |
| Pavitr „Pav“ Prabhakar / Spider-Man     |                            | Karan Soni                          | Karan Soni                          | Imtiaz Haque    |

## Rezeption

### Einspielergebnisse
Stand: 3. Oktober 2023
| Film                                | Einspielergebnisse in US-Dollar | Einspielergebnisse in US-Dollar | Einspielergebnisse in US-Dollar | Zuschauer (Deutschland) | Budget   | Quellen     |
| Film                                | Nordamerika                     | Deutschland                     | Weltweit                        | Zuschauer (Deutschland) | Budget   | Quellen     |
| ----------------------------------- | ------------------------------- | ------------------------------- | ------------------------------- | ----------------------- | -------- | ----------- |
| Spider-Man: A New Universe          | 190.241.310                     | 3.564.061                       | 384.256.930                     | 383.842                 | 90 Mio.  | [ 6 ] [ 7 ] |
| Spider-Man: Across the Spider-Verse | 381.311.319                     | 9.497.541                       | 689.935.201                     | 912.801                 | 100 Mio. | [ 8 ] [ 9 ] |
| Gesamt:                             | 571.552.629                     | 13.061.602                      | 1.074.192.131                   | 1.296.643               | 190 Mio. |             |

### Kritiken
Stand: 3. Oktober 2023
| Film                                | Rotten Tomatoes     | Metacritic       | IMDb                      |
| ----------------------------------- | ------------------- | ---------------- | ------------------------- |
| Spider-Man: A New Universe          | 97 % (402 Kritiken) | 87 (50 Kritiken) | 8,4 (632.098 Bewertungen) |
| Spider-Man: Across the Spider-Verse | 96 % (378 Kritiken) | 86 (60 Kritiken) | 8,7 (270.159 Bewertungen) |

### Auszeichnungen (Auswahl)
Spider-Man: A New Universe konnte einen Oscar und einen Golden Globe als bester Animationsfilm gewinnen. Zwei BAFTA Awards gewann er für den besten Animationsfilm und den besten Film des Jahres 2018. Across the Spider-Verse hingegen wurde nur für den Oscar und den Golden Globe für den besten Animationsfilm nominiert, erhielt aber auch eine Golden-Globe-Nominierung für die beste Filmmusik. Bei den BAFTA Awards erhielt er Nominierungen in den gleichen Kategorien wie beim Golden Globe.